# Takeshi Kobayashi
Takeshi Kobayashi (小林武史?) es un músico y productor de origen japonés, Kobayashi es teclista y productor de My Little Lover (miembro desde 1996), Mr. Children (productor desde 1992 y teclista desde el 2004) y Bank Band (miembro desde el 2003). También es productor de varias bandas de rock y pop japonés

## Acerca de Kobayashi
Kobayashi no es un personaje desconocido dentro de la industria música japonesa, de hecho está vinculada a ella desde los años 80, periodo en el cual conoció a grandes referentes del movimiento musical japonés, tales como Kuwata Keisuke, Ryuichi Sakamoto entre otros, como músico en solitario él ha compuesto bandas sonoras de películas exitosas tales como All About Lily Chou-Chou en el 2002. Él desde 1989 está afiliado a la empresa discográfica Toy's Factory como productor y músico.
En el campo económico, Kobayashi es el presidente y el representante legal de la empresa de promoción musical OORONG-SHA, la cual asesora en el ámbito de imagen y legal a bandas como Mr.Children, BUMP OF CHICKEN, Remioromen, Bank Band, Salyu entre otras. Además, Kobayashi es el presidente de la ONG ap bank.

## Obras musicales

#### Álbumes
- Duality (1988)
- Testa Rossa (1989)
- Works I (2008)

#### Películas
- Inamura Jane (1990)
- Swallowtail (1996)
- All About Lily Chou-Chou (2001)
- Breathe In, Breathe Out (Shinkokyu no Hitsuyo) (2004)
- Metro ni Notte (2006)
- Happy Dining Table (2007)
- Midnight Eagle (2007)
- Halfway (2009)
- Bandage (2010)
- For Love's Sake (2012)
- The Continent (2014)
- Terminal Kishūteneki (2015)
- Ever Since We Love (2015)
- If Cats Disappeared From the World (2016)
- Last Letter (2020)
- Kyrie (2023)
- April, Come She Will (2024)

#### Televisión
- Zutto Anata ga Suki datta (1992)
- Double Kitchens (1993)
- Dare ni mo Ienai (1993)
- Owaranai Natsu (1995)
- Amon: The Darkside of The Devilman (2000)
- Burn the House Down (2023)

- Datos: Q846828